# Senlisse
Senlisse är en kommun i departementet Yvelines i regionen Île-de-France i norra Frankrike. Kommunen ligger i kantonen Chevreuse som tillhör arrondissementet Rambouillet. År 2022 hade Senlisse 509 invånare.

## Befolkningsutveckling
Antalet invånare i kommunen Senlisse
| Referens: INSEE |